# Joan Laporta
Joan Laporta i Estruch (Barcelona, 29 de junio de 1962) es un abogado, empresario y político español, actual presidente del Fútbol Club Barcelona desde el 17 de marzo de 2021, cumpliendo su segundo mandato al frente de la entidad azulgrana. También ha sido diputado por el Parlamento de Cataluña y concejal del Ayuntamiento de Barcelona. 
Laporta es licenciado en Derecho por la Universidad de Barcelona (UB) y miembro del Colegio de Abogados de Barcelona, así como del Patronato y de la Comisión Ejecutiva de la Fundación Ernest Lluch. Cursó el máster en Derecho de Sociedades y Expertos Tributarios del Instituto de Estudios Superiores en la Universidad Abat Oliba CEU de Barcelona, y el Diplomado en curso de Derecho de sociedades mercantiles por el Ilustre Colegio de Abogados de Barcelona. A su vez, Laporta es socio fundador y titular del bufete de abogados Laporta & Arbós y profesor colaborador en Seminario de Derecho Inmobiliario y Registral de la Facultad de Arquitectos Técnicos de la Universidad de Barcelona (UB). También fue asesor personal del cónsul japonés en Barcelona. Está separado de Constanza Echevarría, con quien tiene tres hijos: Pol, Guim y Joan.

## F. C. Barcelona

### Oposición al "nuñismo"
Se dio a conocer entre los socios barcelonistas en 1997, cuando con tan solo 35 años formó parte de la candidatura de Àngel Fernández en las elecciones a la presidencia del F. C. Barcelona, que volvió a ganar José Luis Núñez.
A finales de ese mismo año, Laporta volvió a saltar a la palestra liderando la plataforma "Elefant Blau" (Elefante azul), que promovió una moción de censura contra el entonces presidente de la entidad José Luis Núñez. La moción de censura fue finalmente rechazada en una votación el 7 de marzo de 1998. El "Elefant Blau", del que también formaban parte Albert Vicens, Jordi Moix, Alfons Godall y Albert Perrín (futuros directivos del club) consiguió el apoyo de 24.863 socios, pero 40.327 socios respaldaron la gestión de Núñez.
En las elecciones a la presidencia celebradas en 2000, Joan Laporta se integró en la candidatura del publicista Lluís Bassat, pero este no consiguió vencer a Joan Gaspart, que fue elegido presidente.
Tras las elecciones del año 2000, y ante la mala marcha de la gestión de Gaspart en la presidencia, Laporta empezó a formar un grupo de trabajo con el que presentarse a las elecciones, en caso de que estas se adelantasen. Laporta decidió formar su propia candidatura, independiente de la de Bassat, en la que aglutinó a jóvenes empresarios que le habían acompañado. Sandro Rosell se convirtió en la mano derecha de Laporta, y máximo responsable en cuestiones deportivas: en caso de ganar las elecciones, sería el vicepresidente deportivo. Rosell, a su vez, aportó al equipo de la candidatura a diversos empresarios de su confianza, como Jordi Monés o Josep Maria Bartomeu.

### 2003: La llegada a la presidencia

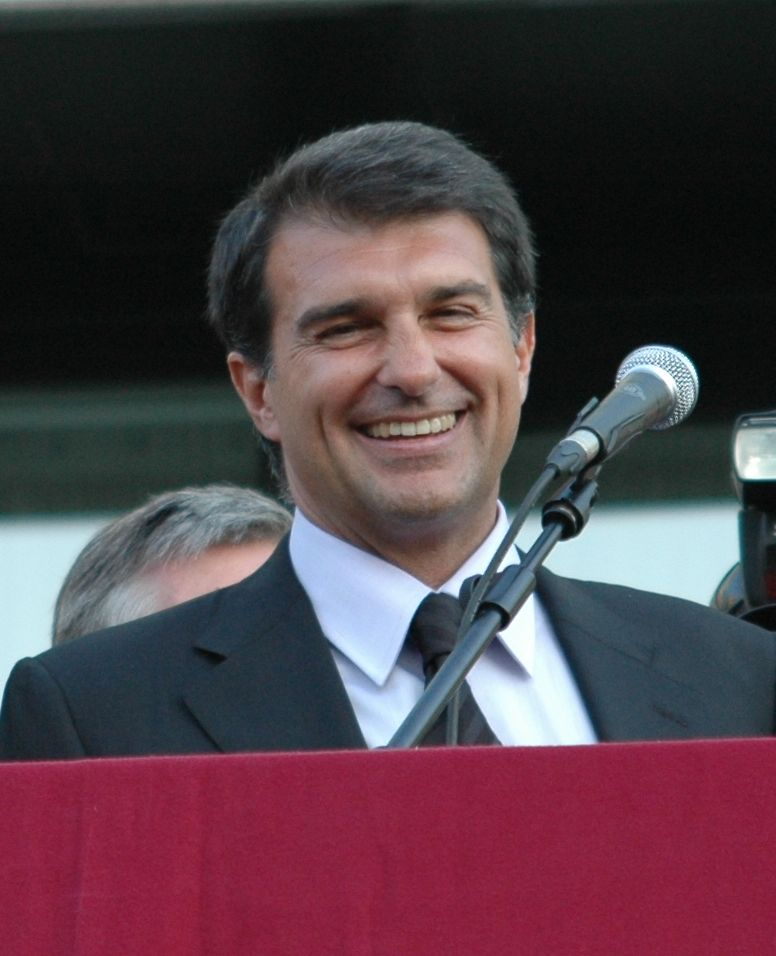
Joan Laporta como presidente del FC Barcelona en 2008.

Tras la dimisión de Gaspart en febrero de 2003 y la presidencia interina de Enric Reyna, se convocaron elecciones. Laporta presentó oficialmente su candidatura a las elecciones celebradas el 15 de junio de 2003, recordadas por el mayor número de candidatos que ha habido nunca en unas elecciones barcelonistas, con un total de seis (Joan Laporta, Lluís Bassat, Jaume Llauradó, Josep Martínez-Rovira, Josep Maria Minguella y Jordi Majó). Todas las encuestas daban como gran favorito a Lluis Bassat, que se presentó a las elecciones respaldado por prestigiosos personajes de la sociedad catalana y barcelonesa, como Miquel Roca Junyent, Salvador Alemany, Evarist Murtra o Judit Mascó, y presentó al exjugador Pep Guardiola como futuro director deportivo en caso de ganar las elecciones.
Laporta fue el último candidato en presentar públicamente su candidatura. Lo hizo con el eslogan electoral Primer, el Barça (Primero, el Barça), y rodeado de un gran equipo de jóvenes y exitosos empresarios de entre 35 y 45 años que, decían, estaban decididos a dedicar "los mejores años de su vida" al F. C. Barcelona. El programa del equipo de Laporta proponía una ruptura total con el pasado.
En el plano deportivo, definió su programa con la metáfora del "círculo virtuoso": prometió la contratación de dos grandes estrellas mediáticas y tres jugadores excelentes que dieran títulos y espectáculo, devolvieran al club al primer lugar deportivo y mediático mundial y, con ello, generasen un incremento de los ingresos económicos que, a su vez, permitiesen seguir fichando grandes jugadores. Además, pese a que Laporta no lo dijo abiertamente en ningún momento, los medios de comunicación anunciaron que Johan Cruyff (del que Laporta era, además de amigo, su abogado personal) apoyaba la candidatura de Laporta.
La candidatura del equipo de Laporta creó un gran impacto entre la opinión pública catalana. A diferencia del resto de candidatos (cuya edad rondaba los 60 años), Laporta apareció como un joven apuesto y decidido, con un gran dominio de la oratoria y los medios de comunicación. Hacían sus presentaciones utilizando las nuevas tecnologías de la información (fueron bautizados por la prensa como los chicos de la generación PowerPoint) y hablando perfectamente tanto el catalán como el castellano o el inglés. Además, durante los actos de la campaña electoral, Laporta alternó sus intervenciones televisivas con otros jóvenes miembros de su candidatura: Sandro Rosell era el que iba a los debates si se trataba de cuestiones deportivas, Soriano si trataba de cuestiones económicas, etc. Con eso transmitieron la sensación de ser un grupo de jóvenes bien preparados que trabajaban en equipo, lejos de estilo presidencialista anterior. Un periodista inglés que cubría la campaña electoral describió a Laporta como "el Kennedy barcelonista", definición que fue recogida por los medios de comunicación catalanes.
Pese a que la candidatura de Bassat partía como gran favorita en todas las encuestas, fue perdiendo fuerza a medida que se acercaba el envite electoral. Según los analistas de la campaña, Bassat acusó no ser un experto en temas futbolísticos, no saber explicar su idea de que la Fundación del F. C. Barcelona se separase del club, y el hecho de que, al ser el favorito, todos los demás candidatos centrasen en él todas sus críticas. Laporta, en cambio, fue recortando distancias hasta convertirse, los últimos días de campaña, en un claro candidato a la victoria. La última semana de campaña, además, anunció un acuerdo con el Manchester United por la contratación de David Beckham, que el propio Manchester corroboró anunciándolo en la web oficial del club inglés.
Finalmente, el 15 de junio tuvo lugar la jornada electoral y, pese a que no había partido en el estadio y fue un día de intenso calor, hubo una afluencia masiva de socios a las votaciones. A la hora del recuento se produjo una gran sorpresa: no solo había ganado Laporta, sino que lo había hecho con un margen de diferencia superior al esperado en todas las encuestas.
Los resultados fueron: Joan Laporta: 27.138 (52,57%); Lluís Bassat: 16.412; Jordi Majó: 2.490; Josep Martínez-Rovira: 2.388; Josep Maria Minguella: 1.867; y Jaume Llauradó: 987.
Laporta se convirtió, con 41 años, en el cuarto presidente más joven de la historia del F. C. Barcelona.

### 2003-2004: Primera temporada del cambio
Apoyado en gran parte de los consejos de Johan Cruyff, y por otra en la labor del vicepresidente deportivo Sandro Rosell, cambió radicalmente las estructuras deportivas del club y fichó como secretario técnico al exjugador Txiki Begiristain.
Dio la baja al entrenador Radomir Antić e intentó fichar, primero a Guus Hiddink, pero este rechazó el ofrecimiento pues el club barcelonista, con graves problemas económicos, le ofrecía un contrato inferior al que cobraba en el PSV Eindhoven. Posteriormente intentó fichar al entonces entrenador del Ajax Ronald Koeman, pero el Ajax quiso cobrar un traspaso que el Barça no estuvo dispuesto a pagar. Finalmente apostó como entrenador por el neerlandés Frank Rijkaard, pese a que apenas contaba con experiencia como entrenador.
En cuanto a los jugadores, Laporta no pudo fichar al jugador que había anunciado durante la campaña electoral: David Beckham fichó por el Real Madrid. Aun así, a pesar del poco tiempo para preparar la nueva temporada y la falta de recursos económicos en el club debido a la mala gestión del club por parte del anterior presidente Joan Gaspart, Laporta lideró una profunda renovación en la plantilla del primer equipo de fútbol: dio la baja a 12 jugadores, y se invirtió 44,4 millones de euros en siete incorporaciones (Ronaldinho (27 millones de euros), Quaresma (6M€), Rafael Márquez (5M€), Luis García (4M€), Mario (2,4M €), Rustu (0€), y Gio Van Bronckhorst (0€)). Ante la mala marcha del equipo en los primeros meses, en enero se incorporó al equipo Edgar Davids, cedido por la Juventus.
En su primera temporada como presidente (2003-2004), el equipo de fútbol tan solo conquistó la Copa Cataluña, y quedó segundo en la Liga española de fútbol, pero recuperó la ilusión de los socios barcelonistas, que volvieron a llenar el Camp Nou, especialmente en la segunda vuelta de la temporada, en la que el equipo encadenó 17 partidos sin perder. Un dato concluyente es que, a lo largo de esa temporada, se incrementó en 25.000 el número de socios del club, llegado a los 130.000 a finales del año 2004. Como anécdota de la temporada queda la decisión que tomó el presidente en el partido de la 2.ª jornada, Barcelona-Sevilla, que fue la de jugar a las 00:05 de la noche para evitar un conflicto con la Federación.
Desde un punto de vista social, una de las primeras medidas que tomó al llegar a la presidencia de la entidad azulgrana fue erradicar la violencia, en especial de un sector del grupo "Boixos Nois", por lo que recibió insultos y amenazas de muerte de estos aficionados.
Las buenas sensaciones que transmitió el equipo de fútbol y la directiva durante su primera temporada convirtieron a Laporta en uno de los personajes más conocidos de Cataluña. Incluso se le nominó al premio de "Catalán del año".

### 2004-2005: La primera Liga y la primera crisis en la directiva
Antes del inicio de la segunda temporada, el equipo directivo liderado por Laporta y Rosell completó la renovación de la plantilla futbolística iniciada el año anterior: dio 16 bajas (Andersson, Cocu, Davids, Kluivert, Luis Enrique, Luis García, Mario, Óscar López, Overmars, Quaresma, Reiziger, Ros, Rustu, Santamaría, Saviola, Sergio García) e invirtió 67,5 millones de euros en 9 jugadores (Samuel Eto'o, Deco, Edmílson, Giuly, Belletti, Silvinho, Larsson, Maxi López y Demetrio Albertini).
La temporada futbolística fue muy bien, con el equipo líder de la liga española durante casi toda la temporada, y desplegando un fútbol que fue elogiado por la mayoría de medios de comunicación. Los únicos reveses fueron las eliminaciones en la Liga de Campeones (en octavos de final, a manos del Chelsea inglés) y de la Copa del Rey. Pero el Barcelona dominó la Liga española y el 14 de mayo de 2005, poco antes de cumplirse su segundo año de mandato presidencial, el equipo se proclamó campeón de Liga.
La liga acababa con seis años de sequía de grandes títulos en lo futbolístico, y desató la euforia en las calles de Barcelona, que celebraron el título por todo lo alto. La mayor parte de la opinión pública catalana consideró el título de liga como la confirmación del éxito del modelo que Laporta había implantado en el club.
Sin embargo, a pesar de lo bien que había ido la temporada futbolística, la temporada 2004-2005 no había sido una temporada tranquila para Laporta. Desde principio de temporada se había ido aumentando el distanciamiento con el vicepresidente deportivo Sandro Rosell, que discrepaba de algunas decisiones del presidente, y de los consejos que Cruyff le daba a Laporta. A mediados de temporada el divorcio entre Laporta y Rosell se hizo público, y las tertulias deportivas de radios y televisiones hablaban abiertamente de las disensiones en el interior de la junta. Varios medios de comunicación hicieron encuestas que revelaron que la mayoría de los socios tendían a dar la razón a Sandro Rosell, el vicepresidente al que los socios atribuían los éxitos de la política deportiva del ámbito futbolístico, y del fichaje de jugadores como Ronaldinho.
Esa temporada también se produjeron dos sucesos que erosionaron la relación de Laporta con otros directivos. Por una parte, Laporta incluyó en la directiva del club a su excuñado, Alejandro Echevarría, conocido en círculos barceloneses por su ideología franquista, contraria a la del resto de componentes de la junta.
Por otra parte, se produjo una doble polémica en las secciones deportivas del club. Primero, porque Laporta nombró como nuevo director general de las secciones deportivas profesionales (que incluían el baloncesto, balonmano y hockey sobre patines) al exentrenador de balonmano Valero Rivera, contra la opinión de Sandro Rosell, de Josep María Bartomeu (directivo responsable de las secciones), de Enric Masip, recién nombrado por el propio Laporta como Director Técnico de la sección de balonmano, y de los responsables de la sección de baloncesto. Massip dimitió el mismo día de la presentación de Rivera, a la que tampoco asistió el entrenador del equipo de baloncesto, Svetislav Pešić. Al cabo de pocos meses, y ante las protestas del público del Palau Blaugrana por la mala marcha del equipo de baloncesto, dimitió Valero Rivera. El equipo de baloncesto, que a la llegada de Laporta a la presidencia era el vigente campeón de la Euroliga y la Liga ACB, había ido a menos en los dos últimos años. Tras una nueva derrota, dimitió Joan Montes como entrenador del equipo. En el acto de presentación de Manolo Flores como nuevo entrenador se escenificó públicamente el divorcio entre Laporta y Josep María Bartomeu, directivo responsable de las secciones. Al día siguiente, tras la celebración de una junta extraordinaria, Bartomeu fue destituido por Laporta como responsable de las secciones.
El 2 de junio de 2005, tan solo quince días después de su primer gran éxito deportivo, el triunfo en la Liga española de fútbol, tuvo que hacer frente a la dimisión de cuatro de los directivos de su junta (Sandro Rosell, Jordi Monés, Josep Maria Bartomeu y Jordi Moix), quienes dimitieron de sus cargos ante la división que desde hacía meses vivía la junta. Los cuatro dimisionarios, con el vicepresidente deportivo Sandro Rosell a la cabeza, denunciaron que Laporta ya no era el mismo que hacía dos años, y que en la junta se habían deteriorado valores como la democracia, la transparencia o el trabajo en equipo, en favor del autoritarismo, la opacidad y la ambición de poder. La crisis tuvo un gran impacto mediático. Posteriormente incluso llegó a dimitir un quinto directivo, Xavier Faus.

### 2005-2006: Acerca del fin del mandato
Este año, en lo deportivo el Barcelona gana la segunda liga consecutiva y la segunda Champions League de la historia de la entidad.
La duración del mandato de la junta Laporta no ha estado exenta de controversia. Según los estatutos (art. 29 de los estatutos del Club) este debe extenderse por cuatro años naturales. No obstante, dicho artículo también estipula que cuando la renovación de la junta se produzca por el cese anticipado del mandato anterior, el nuevo mandato se extinguirá el cuarto 30 de junio siguiente a la dimisión de la anterior junta. Según Laporta y sus colaboradores, la fecha de las elecciones debía ser el año 2007 y según otras interpretaciones, en 2006. Este caso se llevó a los tribunales de la ciudad de Barcelona y al tribunal catalán del deporte (TCE). El 20 de julio de 2006, el juez Roberto García Ceniceros del juzgado de primera instancia número 30 de Barcelona dictó una sentencia en la que se obligaba a la directiva actual a convocar elecciones de manera inmediata, tal y cómo reclamaba el socio de la entidad Joan March Torné. La comisión gestora, que asumió las funciones de junta directiva, presidida por el economista Xavier Sala i Martín determinó el calendario electoral definitivo, que contemplaba el día 3 de septiembre como fecha para los comicios. Sin embargo, el 21 de agosto de 2006 Laporta fue el único precandidato a la presidencia que entregó 8.994 firmas de socios, más de las 1.804 que son necesarias para acceder a la presidencia de club, por lo que volvió a ser nombrado presidente del F. C. Barcelona sin necesidad de pasar por las urnas, iniciando así su segundo mandato como presidente del F. C. Barcelona que finalizaría en el verano de 2010.

### 2006-2007: Inicio del fin de ciclo
La temporada 2006/07 comenzó con la Supercopa de España que el Barça ganaba al Espanyol, su rival local, pero no consiguió obtener el siguiente título al perder la Supercopa de Europa por 3-0 ante el Sevilla en Mónaco en agosto de 2006. La temporada continuaba y llegó el mes de diciembre, el club también llegaba como favorito al Mundial de Clubes pero cayó ante el Inter de Porto Alegre.
En el plano de la UEFA Champions League fueron eliminados en octavos de final ante el Liverpool. En semifinales de Copa del Rey fueron eliminados ante el Getafe que ganó 4-0 el partido de vuelta tras un contundente 5-2 a favor del Barcelona en la ida. Entonces solo quedaba la competición liguera en la que después de un apretadísimo final, acabó perdiendo el título ante el Real Madrid con quien acabó empatado en puntos, quedando por debajo por la diferencia de goles a favor de los blancos en los enfrentamientos entre ambos.
La temporada terminó con un Barcelona sin ganar ningún título importante.

### 2007-2008: Moción de censura
Para la temporada 2007/2008 el Barça se reforzó y Laporta cerró las contrataciones de los franceses Thierry Henry y Éric Abidal, del marfileño Yaya Touré y del argentino Gabriel Milito. Henry formó junto a Messi, Ronaldinho y Eto'o el cuarteto ofensivo conocido como los 4 fantásticos. Muchos aficionados habían pedido la dimisión de Laporta tras la derrota del 23 de diciembre de 2007 frente al Real Madrid en el Camp Nou. La misma situación se vivió el 6 de abril de 2008, pero esta vez en el empate sin goles ante el Getafe CF, que provocó la reacción de las gradas exigiendo su dimisión inmediata por la falta de títulos que vivía el club durante los últimos años. Cuando el Barça fue eliminado de la Champions League, los aficionados que buscaban que el presidente fuese cesado ya eran mayoría, pues significaba otra temporada en blanco al no tener opciones de ganar la liga. La gota que colmó el vaso fue el 7 de mayo de 2008 durante «el Clásico» frente al Real Madrid, donde el Barça fue duramente derrotado, pues hizo que cayera sobre Laporta una moción de censura, la cual no terminaría prosperando.

### 2008-2009: Fractura social y el mejor equipo del mundo

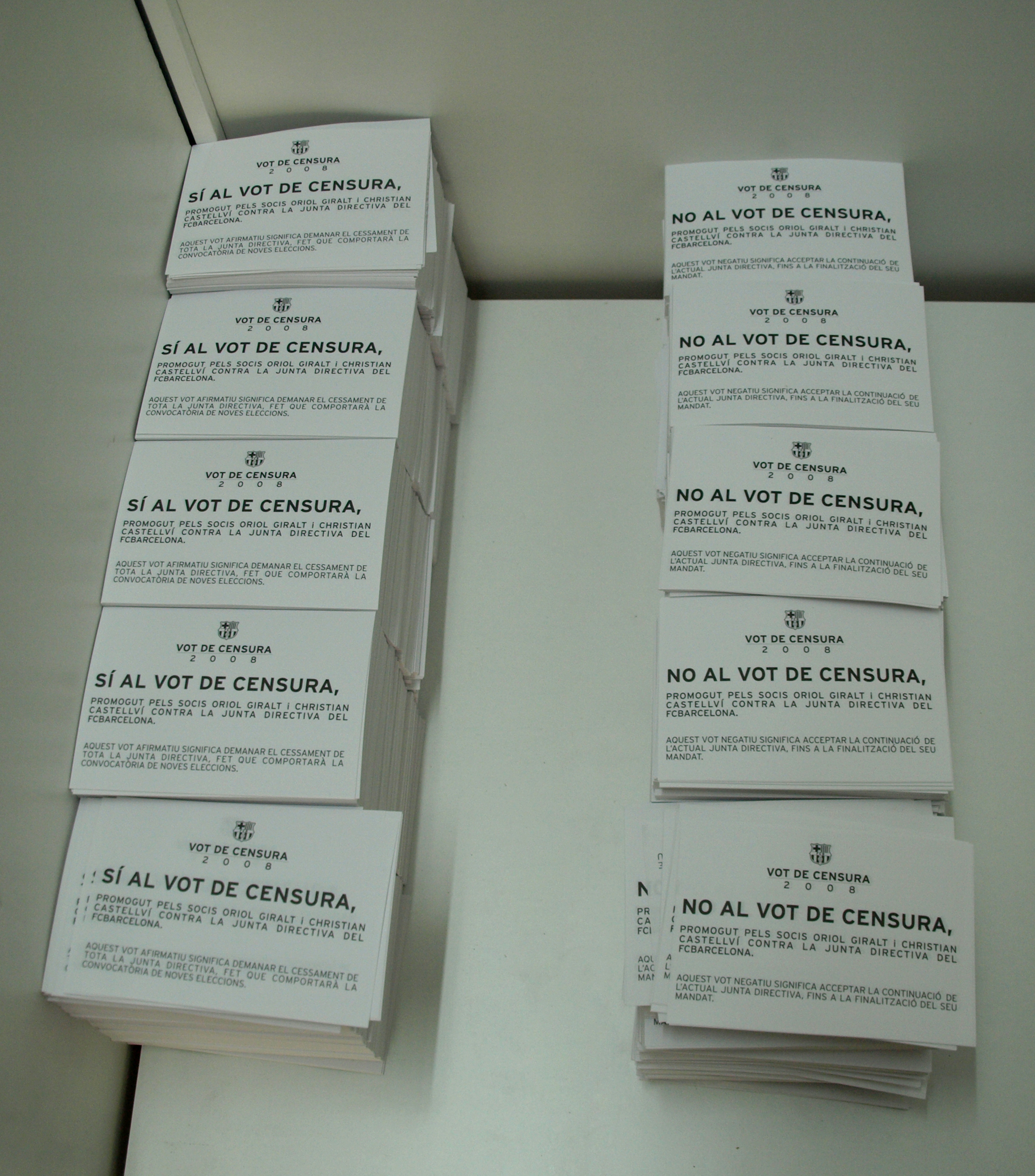
Papeletas de la moción de censura.

Tras 5 años en el banquillo del club, la directiva llegó a un acuerdo con Frank Rijkaard para rescindir su contrato, siendo relevado por el hasta entonces entrenador del filial Pep Guardiola, símbolo del club, pero con escasa experiencia. Este año, el F. C. Barcelona se reforzó con los fichajes de Gerard Piqué, Dani Alves, Martín Cáceres, Seydou Keita, Aliaksandr Hleb y Henrique. Tras una pretemporada en la que los jugadores del Barcelona Atlètic tuvieron un papel destacado, se incorporaron también a la plantilla del primer equipo los canteranos Sergio Busquets y Pedro.
La directiva dilató todo lo posible la fecha que finalmente fue el 6 de julio de 2008 el día en que la masa social barcelonista votó la moción de censura contra la gestión de la directiva presidida por Joan Laporta. El 60,6% de la masa social del F. C. Barcelona votó a favor de la moción de censura, es decir contra el presidente del F. C. Barcelona y su Junta Directiva. Con una participación muy elevada (39.389 votos) teniendo en cuenta que se celebró en verano y no en día de partido. Pero no se alcanzó la cifra del 66,6% fijada por los estatutos del club, para la dimisión de los dirigentes y la convocatoria de elecciones.

#### Dimisión en bloque de directivos ante un presidente enrocado
El 10 de julio de 2008 dimitieron ocho de los 17 directivos de la junta directiva del club, entre los que estaban tres de los cinco vicepresidentes. Los vicepresidentes Albert Vicenç (Área Institucional), Ferran Soriano (Área Económica) y Marc Ingla (Área Deportiva). También renunciaron a sus cargos los vocales Toni Rovira, Xavier Cambra, Claudia Vives-Fierro, Josep Lluís Vilaseca y Evarist Murtra, debido a que el 60,6% de los socios votara contra la gestión de la junta directiva encabezada por Laporta.
Los dimisionarios intentaron convencer al presidente para que dimitiese para facilitar la dirección del club hasta la convocatoria de elecciones, la fecha resultaría de la próxima asamblea anual de socios compromisarios a celebrar en septiembre de 2008. Laporta se negó a dimitir y desveló su intención de nombrar cuatro nuevos directivos -solo contaba con 10 tras ésta dimisión- para cumplir con los estatutos del club, que dictan el cese de la junta directiva tras la marcha del 75% de los miembros de la junta.
Por lo tanto el presidente Laporta se mantuvo en el cargo con el "núcleo duro", es decir, con los vicepresidentes Jaume Ferrer y Alfons Godall, los vocales Albert Perrín, Rafael Yuste, Joan Boix, Joan Franquesa, Jacint Borràs, Josep Cubells y Alfonso Castro. El presidente contacta (a 11 de julio de 2008) para cubrir las vacantes con gente del entorno del expresidente Joan Gaspart.

#### El primer "sextete"
En el plano deportivo, Laporta nombró a Guardiola nuevo entrenador del club para sustituir al ya destituido Rijkaard. Pocos culés confiaban en el entrenador catalán, y tras un inicio de liga poco esperanzador (1 solo punto de 6 posibles), el equipo remontó y estuvo toda la temporada en la cabeza de la Liga. Y tras un histórico 2-6 en el propio Santiago Bernabéu, el Barça se coronó campeón de Liga, antes de eso había ganado la Copa del Rey al vencer por 1-4 al Athletic Club en el estadio de Mestalla en Valencia. Pero el colofón llegó en la final de la Champions League de Roma donde el F. C. Barcelona venció al Manchester United por un 2-0 con goles de Eto'o y Messi y dio la tercera Copa de Europa al Barça.
Pero aún continuó la leyenda barcelonista con la Supercopa de España de Fútbol, en una eliminatoria a dos partidos contra el Athletic Club, y con la Supercopa de Europa frente al Shakhtar Donetsk en Mónaco.
Como colofón el club se consagró Campeón del Mundo ganando a Estudiantes de La Plata la final de la Copa Mundial de Clubes de la FIFA, logrando así los 6 títulos en juego de forma consecutiva en un solo año natural, conocido como el "sextete", hazaña que ningún club ha logrado hoy en día. (2025).

### 2009-2010: Espionaje interno a la junta directiva
Joan Oliver Director general del F. C. Barcelona solicitó a una empresa especializada el seguimiento a los directivos Joan Boix, Joan Franquesa, Rafael Yuste y Jaume Ferrer más allá de su actividad en el club. Oliver indicó que el seguimiento a los miembros de la Junta Directiva del club se hizo sin el conocimiento de Laporta. Los informes resultantes del seguimiento revelan anomalías pero poco relevantes, en la realización de los mismos se asegura que no se espió la vida privada de los directivos. El asunto de las escuchas da lugar a la enésima crisis institucional de una directiva que se refundó en julio de 2008 con la moción de censura a Joan Laporta. La base de la investigación es conocer qué directivos pueden ser más adecuados a optar a la presidencia al club en 2010.

#### Títulos conseguidos por el club bajo su Primera Etapa de Presidente
Se consiguieron en total 59 títulos oficiales:
| Competición                                   |  | Total | Año(s) / temporada(s)                    |
| Fútbol Masculino                              |  |       |                                          |
| Primera División de España                    |  | 4     | 2005, 2006, 2009, 2010                   |
| Copa del Rey                                  |  | 1     | 2009                                     |
| Supercopa de España                           |  | 3     | 2005, 2006, 2009                         |
| Liga de Campeones de la UEFA                  |  | 2     | 2006, 2009                               |
| Supercopa de Europa                           |  | 1     | 2009                                     |
| Copa Mundial de Clubes de la FIFA             |  | 1     | 2009                                     |
| Baloncesto                                    |  |       |                                          |
| Euroliga                                      |  | 1     | 2010                                     |
| Liga ACB                                      |  | 2     | 20004, 2009                              |
| Copa del Rey                                  |  | 2     | 2007, 2010                               |
| Supercopa ACB                                 |  | 2     | 2005, 2010                               |
| Balonmano                                     |  |       |                                          |
| Liga ASOBAL                                   |  | 4     | 2006                                     |
| Copa del Rey                                  |  | 1     | 2005, 2006, 2009, 2010                   |
| Copa ASOBAL                                   |  | 1     | 2009                                     |
| Supercopa de España                           |  | 2     | 2007, 2009                               |
| Copa de Europa                                |  | 1     | 2005                                     |
| Supercopa de Europa                           |  | 1     | 2004                                     |
| Liga de los Pirineos                          |  | 2     | 2005, 2006, 2007                         |
| Hockey sobre patines                          |  |       |                                          |
| OK Liga                                       |  | 7     | 2004, 2005, 2006, 2007, 2008, 2009, 2010 |
| Copa del Rey                                  |  | 2     | 2005, 2007                               |
| Supercopa de España                           |  | 4     | 2005, 2006, 2008, 2009                   |
| Copa de Europa de Hockey sobre patines        |  | 5     | 2004, 2005, 2007, 2008, 2010             |
| Copa Continental de hockey sobre patines      |  | 4     | 2005, 2006, 2007, 2008                   |
| Copa de la Cers                               |  | 1     | 2006                                     |
| Copa Intercontinental de hockey sobre patines |  | 2     | 2006, 2008                               |
| Hockey sobre hielo                            |  |       |                                          |
| Liga española                                 |  | 1     | 2009                                     |
| Copa del Rey                                  |  | 1     | 2009                                     |

#### Trofeos
- Trofeo Pedro Zaballa 2003-2004, otorgado por la Real Federación Española de Fútbol por intentar erradicar los comportamientos violentos en el fútbol.

### 2021-presente: Regreso a la presidencia del F. C. Barcelona

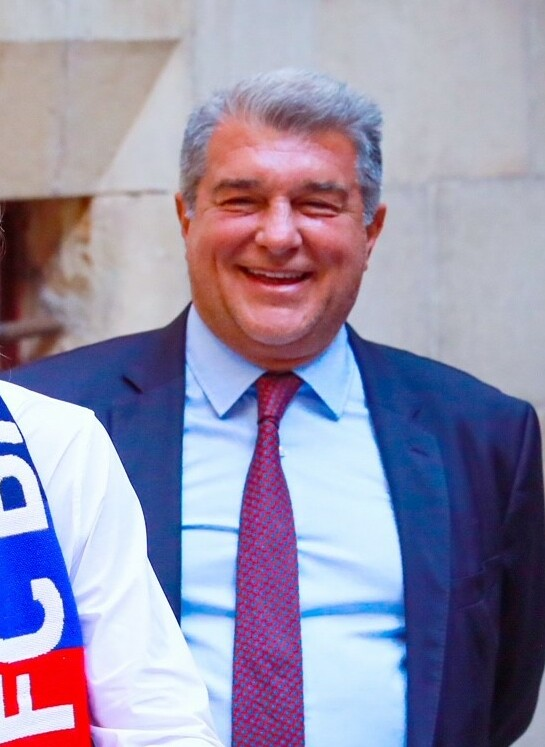
Laporta con el FC Barcelona Femení campeón de Liga de Campeones Femenina de la UEFA ante el palacio de la Generalidad de Cataluña en la Plaza de San Jaime, en junio de 2023.

En noviembre de 2020, Laporta anunció su candidatura a la presidencia para las elecciones presidenciales del FC Barcelona de 2021. En enero de 2021, ingresó oficialmente a la carrera presidencial luego de presentar 10.252 firmas de las cuales 9.625 fueron validadas y fue el favorito para ganar las elecciones presidenciales. El 7 de marzo Laporta ganó las elecciones presidenciales, en las que obtuvo el 54.28% de los votos por delante de Víctor Font y Toni Freixa que obtuvieron el 29.99% y el 8.58% de los votos respectivamente. El día siguiente a las elecciones anunciaba a Ferran Reverter como director ejecutivo (CEO) del club y a Mateu Alemany como director de fútbol. Diez días después, la nueva junta directiva decidió despedir a Román Gómez Ponti como responsable de los asuntos jurídicos del club y a Albert Soler Sicilia como responsable de las secciones profesionales del club siendo sustituidos temporalmente por Cristina Belloque y Òscar Grau respectivamente. Asimismo, se anunció la no renovación de Kluivert como responsable del fútbol base más allá del 30 de junio de 2021. En los siguientes días fichó a Jaime Guardiola Romojaro como presidente de la Comisión Estatutaria y futuro presidente de la Junta Gestora en caso de un periodo electoral. En abril de 2021 fichó a Ferran López Navarro como responsable de seguridad del club. Ese mismo mes despidió a Juanjo Castillo como adjunto a la Presidencia siendo sustituido por Enric Masip. También en abril, nombró a Juan Carlos Navarro como mánager general del Basket sustituyendo en el cargo a Nacho Rodríguez. A finales de este mes y comienzos del siguiente, sigue reestructurando el área ejecutiva del club despidiendo a Òscar Grau como responsable de las secciones profesionales y a Pere Jansà como Director del Área Social, siendo sustituidos por Xavier Budó y Anna Aznar respectivamente.
En mayo nombra a Álex Santos como director de comunicación. En las secciones también hubo novedades en el fútbol femenino al renovar al entrenador Lluís Cortés. También se anunció la marcha del entrenador de balonmano, Xavi Pascual. Más adelante despidió a Xavi Martín como director de La Masía, al día siguiente nombraría a Mike Puig como su sustituto. El 20 de mayo se conoció que Carles Cendrós regresaba al club para ocuparse del Área de Recursos Humanos, a su vez, en las demás áreas anunció a Guillem Graell al frente del Área de Marca; en el Área de Revenue incorporó a Alex Barbany y en la de Tecnología a Juan Manuel Tabero. A finales de mayo removería del club a David Barrufet como mánager general del balonmano, abandonando así el club tras 37 años. También se despidió a Txus Lahoz, mánager general del fútbol sala; y al entrenador Andreu Plaza. Xavier O'Callaghan dejó de ser el director de la Oficina del Barça en Nueva York para ser el mánager general de las secciones profesionales de balonmano, fútbol sala y hockey sobre patines. A su vez, Markel Zubizarreta siguió confirmado como mánager general del fútbol femenino. Además, en rueda de prensa confirmaría a Antonio Carlos Ortega como nuevo entrenador del balonmano y ratificó a Šarūnas Jasikevičius como entrenador del baloncesto. Durante su mandato, se consiguió ser el primer equipo en ganar la Champions League tanto Masculina como Femenina, además de conseguir el primer triplete en ambos géneros.
El 31 de mayo comenzó a remodelar la plantilla del primer equipo fichando a Sergio Agüero, Èric García a coste cero. También se fichó a Emerson Royal por 9 millones de euros. El 3 de junio anunció a Jordi Cruyff como asesor deportivo, también ese mismo día, tras un periodo de reflexión y disipando rumores de un posible despido, confirmó a Koeman como entrenador para la temporada 2021-22. Como novedad también se informó que Jesús Velasco era nuevo entrenador del fútbol sala. El 11 de junio se hizo reestructuración en el fútbol base despidiendo a F.J. García Pimienta como entrenador del Barça B, a Jordi Roura, Aureli Altimira, Álex García y a Mario Ruiz como jefe de prensa del filial. José Ramón Alexanko fue nombrado director del fútbol base. A su vez, se anunció la marcha de Guillermo Amor como director de las relaciones institucionales. El 17 de junio se anuncia a Sergi Barjuan como entrenador del Barça B. También se informó la creación del Trofeu Joan Gamper femenino. Se siguió la remodelación del primer equipo fichando a Memphis Depay a coste cero. El 5 de agosto anunció que a pesar de llegar a un acuerdo con Messi, no se pudo formalizar el nuevo contrato. El 31 de agosto cerraba la remodelación de la plantilla en la ventana de fichajes de verano 2021 dando 6 altas por solo 9 millones de euros y 14 bajas con 86 millones de euros de beneficios. Ese mismo día fichó cedido por un año a Luuk de Jong. También consiguió rebajar el sueldo de los capitanes Piqué, Sergio Busquets y Jordi Alba. Al futbolista Emerson Royal, que se le compró por 9 millones de euros posteriormente se le vendió al Tottenham Hotspur por una cifra superior. En su mandato abrió La Masía para mujeres futbolistas por primera vez en la historia. Nombró a Marta Segú como directora general de La Fundación F.C.B.
El Barça tuvo el peor arranque de su historia en la Champions 2021-22, con dos goleadas en contra y cero tantos a favor, sin depender de sí mismo. Días después siguió la pésima racha, el Barça perdió 2-0 ante el Atlético de Madrid por Liga, quedando a 5 puntos del líder. En la asamblea de socios compromisarios se aprobó renovar los estatutos del club con novedad que a partir de ahora quien quiera hacerse socio puede hacerlo por internet, nueva financiación para el Espai Barça.
El Barça volvería a caer 1-2 con el Real Madrid por Liga 2021-22 llegando a 4 partidos sin vencer en el clásico, con 4 derrotas últimas seguidas. El 27 de octubre de 2021 ante la penosa situación del Barcelona, destituyó a Koeman como entrenador del primer equipo, dejando al Barcelona en el noveno puesto en liga y a una distancia considerable del líder. Al día siguiente, nombró a Sergi Barjuan como entrenador interino del primer equipo y a Albert Capellas (Ayudante de José Ramón Alexanko en el fútbol base) como técnico interino del Barça B. El 5 de noviembre nombró a Xavi Hernández como entrenador del primer equipo hasta 2024, con quien se volvió a ver una amplia mejoría en el juego y en los resultados del equipo. El 16 de noviembre anunció la marcha del secretario técnico, Ramón Planes.
Durante su mandato se consiguió ser el primer club en tener el ganador del Balón de Oro y del Premio The Best FIFA tanto masculino y el femenino otorgado a Alexia Putellas el 29 de noviembre de 2021 y el 17 de enero de 2022 respectivamente. El día 19 de diciembre de 2021 se organizó por primera vez en la historia del club un referéndum telemático vía internet para la nueva financiación del Espai Barça. El resultado fue que participaron 48.623 socios/as, sería aprobado con 42.693 votos a favor.
Durante el mercado de invierno se empezó a reforzar el primer equipo. Se produjo el regreso de Dani Alves, que volvió después de 5 años de su marcha. El fichaje de Ferran Torres por 55 millones de euros. La cesión de Adama Traoré, el fichaje de Pierre-Emerick Aubameyang. Se produjo las bajas de Sergio Agüero, Yusuf Demir, Philippe Coutinho, Álex Collado y Iñaki Peña estos tres últimos en forma de cesión. El 12 de enero de 2022, el Barça perdió 2-3 con el Real Madrid quedando eliminado de la Supercopa de España 2022. El 20 de enero el F. C. Barcelona, quedó eliminado en octavos de final de la Copa del Rey ante el Athletic Club en el Nuevo San Mamés por 3-2.
El 15 de marzo de 2022 se anunció que Spotify había llegado a un acuerdo con el F. C. Barcelona para las 4 próximas temporadas que incluye patrocinio de camisetas de partido parte frontal masculino y femenino, sustituyendo a Rakuten y Stanley respectivamente, tanto para las equipaciones como para las camisetas de entrenamiento de ambos géneros para las 3 próximas temporadas, además de que el estadio pasará a llamarse Spotify Camp Nou.
El 20 de marzo con el primer partido de Xavi Hernández como entrenador en el Santiago Bernabéu, el Barça goleo 0-4 al Real Madrid CF en Liga 2021-22, rompiendo la mala racha de 5 derrotas consecutivas ante el máximo rival. El 24 de marzo se anunció que ACNUR-UNHCR, la Agencia de Naciones Unidas para los Refugiados llegó a un acuerdo con el FC Barcelona para las 4 próximas temporadas que incluye primeros equipos de fútbol masculino, femenino y el equipo de la Fundación Barça Genuine. El 28 de mayo se confirmó que el Ayuntamiento de Barcelona dio la licencia de obras para iniciar desde este verano 2022 el Espai Barça. También se anunció que para la temporada 2023-24, el Barcelona jugará sus partidos de local en el estadio Olímpico de Montjuïc.
Bajo las órdenes de Xavi, el club remontó desde la novena plaza hasta el segundo puesto, además de obtener una racha de 15 partidos consecutivos en liga sin perder, y no perdiendo ningún partido liguero fuera de casa.
Durante el verano de 2022 despidió a Sergi Barjuan como entrenador del Barça Atlètic y lo reemplazó por Rafael Márquez. También se recuperó la antigua denominación del segundo equipo, volviéndose a llamar como Barcelona Atlètic.
Respecto al Primer Equipo lo remodeló completamente, dio las siguientes bajas: Philippe Coutinho, Adama Traoré, Luuk de Jong, Dani Alves, Ferran Jutglà, Rey Manaj, Moussa Wagué, Neto, Óscar Mingueza, Riqui Puig, Martin Braithwaite, Pierre-Emerick Aubameyang, Miralem Pjanić y las cesiones de Ez Abde, Clément Lenglet, Francisco Trincão, Nico González, Álex Collado, Samuel Umtiti y Sergiño Dest. Fichó o recuperó los siguientes futbolistas: Iñaki Peña, Robert Lewandowski, Pablo Torre, Jules Koundé, Raphinha Dias, Franck Kessié, Andreas Christensen, Héctor Bellerín, Marcos Alonso y la reincorporación de Ousmane Dembélé, quien había terminado su contrato. Todo lo descrito anteriormente se pudo realizar gracias la venta de los derechos de TV a 25 años de la liga (conocidos como BLM o Barça Licensing & Merchandising) con la aprobación de los Socios Compromisarios a través de una asamblea extraordinaria celebrada el día 16 de junio de 2022.
El club bajo las órdenes de Xavi Hernández conseguiría uno de los mejores arranques ligueros de su historia, sumando 37 de 42 puntos posibles en los primeros 14 partidos, solamente empatando 1 partido y perdiendo otro, justo antes del inicio del Mundial. Sin embargo, en la Champions League sería emparejado con el Bayern, el Inter y el Viktoria Plzen, y pese a conseguir una victoria contra este último por 5-1 en el primer partido de fase de grupos, sería eliminado de esta, quedando como tercero, tras los resultados contra el Bayern y el Inter, con decisiones arbitrales desfavorables.
El 15 de enero de 2023 el Barça derrotó 3-1 al Real Madrid en Arabia Saudí y se coronó campeón de la Supercopa de España 2023, siendo este el segundo título de la nueva era Laporta.
Durante el mercado de invierno de la temporada 2022/2023 se produjo 4 bajas : la retirada de Gerard Piqué y los traspasos de Antoine Griezmann, Memphis Depay y Héctor Bellerín.
El 24 de abril de 2023 se anuncia que ya se tiene la financiación de 1.450 millones para el nuevo Spotify Camp Nou, con 20 inversores diferentes.
En mayo de 2023, debido a la mala situación económica del club, se anunció que BarçaTV cerrará a partir del 30 de junio.
En ese mismo mes, se anunció la marcha de Mateu Alemany (aunque finalmente se quedó) y de Jordi Cruyff a partir del 30 de junio, que fue remplazado por Deco. Desde entonces Deco es el director deportivo del club y Bojan Krkic es su ayudante.
El 14 de mayo con la victoria en el Derbi Barcelonés en el estadio Cornellá-El Prat (RCD Espanyol 2 Barça 4) se proclamó campeón de liga 4 años después, faltando 4 jornadas para finalizar el campeonato. Al día siguiente, se hizo una rúa conjunta de los equipos campeones de liga masculino y femenino por las calles de Barcelona.
En mayo de 2023 se anunció que el club tiene dos nuevos patrocinadores : el Grupo Bimbo para la camiseta de la manga femenino y Philips para la manga del equipo masculino por tres temporadas más dos opcionales y lucirá el logo de la tecnología Ambilight.
El Día 28 de mayo con el Barça 3 vs RCD Mallorca 0 fue un día de homenajes para Sergio Busquets, Jordi Alba y el viejo Camp Nou.
Hubo Discurso de despedida de los homenajeados y una placa de reconocimiento a su trayectoria como leyendas azulgranas entregada por el presidente. Después hubo dos videos de las mejores momentos de los jugadores anteriormente citados y del Camp Nou. Se reprodujo casi la mismo programación de apertura del estadio del 1957, finalmente la cantante Beth canto una versión de la canción " L´hora dels Adeus " con fuegos artificiales y con camisetas del barça desde 1957 a la actualidad mejores momentos del club y así fue el acto de clausura del viejo Camp Nou.
El 3 de mayo de 2023 el barça femenino se proclamó campeón en Eindhoven por segunda vez de la Champions League, al día siguiente hubo fiesta en la Plaça de Sant Jaume.
A partir del 1 de junio de 2023 se empezó a construirse el nuevo Camp Nou y el Espai Barça.
En ese mismo mes y por primera vez se consiguió ganar todos los campeonatos de liga de las Secciones Profesionales del Club (Futbol Masculino, Femenino, Sala, Balonmano, Baloncesto y Hockey Patines) a pesar de ello debido a la mala situación económicas habrá recortes excepto el futbol femenino. Se anunció la marcha de Nikola Mirotić y Šarūnas Jasikevičius que fue relevado por Roger Grimau, que estuvo una temporada y a la temporada siguiente fue cesado y su sustituto es  Joan Peñarroya.
El 1 de julio se anunció un nuevo patrocinador del club por tres temporadas de Prime sustituyendo así a Gatorade.
Durante la temporada 2023/2024 se produjo las siguientes bajas: Sergio Busquets, Jordi Alba, Álex Collado, Samuel Umtiti, Francisco Trincão, Nico González, Ez Abde, Ousmane Dembélé y Franck Kessié y las cesiones Pablo Torre, Julián Araujo, Lenglet, Sergiño Dest, Èric García, Chadi Riad y Ansu Fati. Se fichó a Ilkay Gündogan, Íñigo Martínez, Vitor Roque (se incorporará en el mercado de invierno 2024), Oriol Romeu, João Félix y João Cancelo, estos dos últimos como cedidos.
En futbol femenino Markel Zubizarreta deja el puesto de Director Deportivo para fichar por la Real Federación Española de Fútbol. Su Sustituto es Marc Vivés, por otro lado Jonatan Giráldez también anunció su marcha a partir del 30 de junio de 2024  y su sustituto es Pere Romeu. Aitana Bonmatí ganó el Balón de Oro y el Premio The Best FIFA.
Durante la temporada 2023/2024, el Real Madrid se impuso 4-1 sobre el Barça y conquistó la Supercopa de España 2024. El equipo de Xavi siguió su curso en la temporada, una semana después sería eliminado de la Copa del Rey 2024 en cuartos de final tras perder 4-2 con el Athletic Club.Al siguiente partido el Barça perdió contra el Villarreal C. F. 3-5, este hecho provocó que Xavi Hernández anunciara su dimisión a partir del 30 de junio de 2024. En la Champions League 2023-24 el cuadro blaugrana fue eliminado en cuartos de final por el Paris Saint-Germain.Días después el Real Madrid le volvió a ganar al club culé en la Liga 2023-24. El Barça cerró la temporada en blanco.A pesar de ello Laporta confirmó a Xavi Hernández para la temporada 2024/2025. Hernández se echó atrás en su decisión de abandonar el club como manifestó.
En abril también hubo novedades respecto al Espai Barça. El nuevo Camp Nou se abrirá el 15 de diciembre de 2024 que se estrenará con una capacidad para 60.000 espectadores (un 60% del total) y con dos de las tres graderías previstas. También en ese mes, se anunció que la construcción del nuevo Palau Blaugrana no se iniciará hasta principios de 2025 y la masía de Can Planes se anunció que será remodelada para convertirse en la nueva sede social del Club. El 4 de abril de 2024 puso en marcha la plataforma de streaming BARÇA ONE. En el Futbol Femenino se clasificó por 4 vez consecutiva a la final de la Champions League.
En lo referente al entrenador del primer equipo de fútbol, el 24 de mayo, se volvió a comunicar una decisión y esta era la destitución de Xavi Hernández como entrenador del F. C. Barcelona.
El 25 de mayo de 2024 el Barça femenino se proclamó campeón en Bilbao por tercera vez de la Champions League (La segunda consecutiva). Al día siguiente hubo fiesta en la Plaça de Sant Jaume con los 4 títulos ganados de esa temporada. Cuatro días después Hansi Flick fue nombrado entrenador del F. C. Barcelona. Firmó un contrato de 2 años con el conjunto culé.
Para la próxima temporada renovó exceptuando el Balonmano todos los Entrenadores de los equipos profesionales del club (Futbol Masculino, Futbol Femenino, Futbol Sala, Baloncesto y Hoquei Patines)
En junio de 2024 se comunicó que Xavier Budó, responsable de las secciones profesionales, dimite de su cargo y este hecho aumenta la lista de ejecutivos del club que han marchado por discrepancias con la junta actual. En junio de 2024, Rafael Márquez renovó como entrenador del Barcelona Atlètic una temporada más. A pesar de aquello en julio del 2024 se anunció su marcha y su sustituto en el Barcelona Atlètic es Albert Sánchez, También se anunció que Belletti será el entrenador del Juvenil A
Para la temporada 2024/2025 ficho, recupero o subió del filial a Pau Víctor, Dani Olmo, Pablo Torre, Èric García, Ansu Fati, Marc Casadó, Marc Bernal, Pau Cubarsí, Héctor Fort, Gerard Martín y Sergi Domínguez. Bajas Ilkay Gündogan, Julián Araujo, Sergiño Dest, Chadi Riad, João Félix, João Cancelo, Marc Guiu, Estanis Pedrola, Marcos Alonso, Sergi Roberto, Oriol Romeu, Clément Lenglet, Álex Valle y Vitor Roque estos cuatro últimos como cedidos. Debido a la lesión de gravedad del Capitán del Primer Equipo Marc-André ter Stegen se ficho a Wojciech Szczęsny.
El 23 de octubre de 2024 en la Champions League, el Barça goleo al Bayern ( 4-1) rompiendo la mala racha de 6 derrotas consecutivas ante el equipo alemán. Dos días después con el primer partido de Hansi Flick como entrenador en el Santiago Bernabéu, el Barça goleo 0-4 al Real Madrid CF en Liga 2024-25, rompiendo la mala racha de 4 derrotas consecutivas. Durante su mandato se consiguió ser el primer club en tener a tres jugadores del club en el podio del Balón de Oro tanto masculino y femenino. En 2010 lo hicieron Leo Messi, Andrés Iniesta y Xavi Hernández y en el año 2024, Aitana Bonmatí se alzó con el Balón de Oro 2024, Caroline Grahamn Hansen y Salma Paralluelo, por este orden, han completado un histórico podio.
El 9 de noviembre de 2024 se anunció que el club y la marca deportiva Nike renuevan su vínculo que terminaba en 2028 y que ahora se alargará diez años más, hasta el 2038.
El 29 de noviembre de 2024 para celebrar el 125 aniversario del club se celebró una gala en el teatro de El Liceo.
El 12 de enero de 2025, el barça ganó la Supercopa de España, tras golear al Real Madrid (2-5), es el cuarto título de esta segunda etapa. En ese mismo mes nombró a Xavier O'Callaghan como responsable de las secciones profesionales del club.
El 25 de febrero de 2025 debido a los malos resultados del Barcelona Atlètic Sergi Milà fue nombrado entrenador, Albert Sánchez fue trasladado a la estructura técnica del club.
El 26 de abril de 2025, el equipo obtuvo el quinto título de esta segunda etapa. Tras ganar al Real Madrid en la final de la Copa del Rey por un resultado de 3 a 2.  En la Liga de Campeones de la UEFA 2024-25, el Barcelona se quedó en semifinales,(NO estaban en semifinales desde la temporada 2018-19, ) siendo eliminado por el Inter de Milán. Finalmente, el 15 de mayo de 2025 con la victoria en el Derbi Barcelonés en el estadio Cornellá-El Prat (RCD Espanyol 0 Barça 2) se proclamó campeón de liga faltando 2 jornadas para finalizar el campeonato. Al día siguiente, se hizo una rúa  por las calles de Barcelona.
En junio de 2025 por el descenso del Barcelona Atlètic nombró a Belletti como entrenador. También hubo novedades del el proyecto Espai Barça:   El nuevo Camp Nou se abrirá el 10 de agosto de 2025 para el Trofeo Joan Gamper que se estrenará con una capacidad para 60.000 espectadores (un 60% del total) y con dos de las tres graderías previstas. También en ese mes, se anunció que el club había llegado ha un acuerdo con  la banca de inversión Goldman Sachs para refinanciar la deuda del el proyecto Espai Barça. También se anunció la intención de Laporta y su junta en rememorar la historia de la entidad. Pretende nombrar las puertas del Estadi  con los nombres de sus leyendas sean jugadores, entrenadores, directivos y otras personas vinculadas al club . Finalmente el  fue trasladado al  Estadio Johan Cruyff al no estar todavía preparado el nuevo Camp Nou .y no se descarta jugar  una tercera temporada el estadio Olímpico de Montjuïc.De cara a la campaña 25-26, se lanzará la Mamba Collection de Nike, en homenaje al mito de LA Lakers Kobe Bryant reconocido barcelonista , el acuerdo es para las dos próximas temporadas. En julio de 2025 cierra un acuerdo de patrocinio para las próximas 4 temporadas con el gobierno  de la República Democrática del Congo. El logo que estará presente en la parte posterior de sus camisetas de entrenamiento. La  otra parte  del acuerdo es que la República Democrática del Congo también tendrá un hueco en el futuro Espai Barça. , el club ha confirmado en el comunicado que el principal objetivo de la asociación es crear la Casa de la RDC en las instalaciones del nuevo Camp Nou. Finalmente en julio del 2025 el  Ayuntamiento de Barcelona dio el permiso para reabrir el Nou  Spotify  Camp Nou de forma parcial por lo tanto volverá el 13 o 14 de septiembre  del 2025 en un partido contra el valencia fc. Se abriría por fases  : la primera fase serán  unos 27.000, y de entrada se ocuparían la Tribuna y el Gol Norte. La idea es, posteriormente, abrir la grada de Lateral y el Gol Sur. ,  la Segunda fase 45.000 y la última fase 60.000.

#### Títulos conseguidos por el club bajo su segunda etapa de Presidente
Se han conseguido hasta el momento 73 títulos oficiales
| Competición                                   | Total | Año(s) / temporada(s)        |
| Fútbol Masculino                              |       |                              |
| Primera División de España                    | 2     | 2023, 2025                   |
| Copa del Rey                                  | 2     | 2021, 2025                   |
| Supercopa de España                           | 2     | 2023, 2025                   |
| Baloncesto                                    |       |                              |
| Liga ACB                                      | 2     | 2021, 2023                   |
| Copa del Rey de baloncesto                    | 1     | 2022                         |
| Liga catalana de baloncesto                   | 1     | 2022                         |
| Balonmano                                     |       |                              |
| Liga Asobal                                   | 5     | 2021, 2022, 2023, 2024,2025  |
| Copa del Rey de balonmano                     | 4     | 2022, 2023, 2024,2025        |
| Copa Asobal                                   | 3     | 2021, 2022, 2023             |
| Copa de España de balonmano                   | 2     | 2024,2025                    |
| Liga de Campeones de la EHF                   | 3     | 2021, 2022, 2024             |
| Supercopa Ibérica de balonmano                | 3     | 2022, 2023, 2024             |
| Supercopa de España de balonmano              | 2     | 2021, 2022                   |
| Supercopa de Cataluña                         | 4     | 2021, 2022, 2023, 2024       |
| Hockey Hielo                                  |       |                              |
| Liga española                                 | 2     | 2021, 2022                   |
| Fútbol Sala                                   |       |                              |
| Primera División futsal                       | 3     | 2021, 2022, 2023             |
| Supercopa de España de fútbol sala            | 2     | 2022, 2023                   |
| Copa de España de fútbol sala                 | 1     | 2022                         |
| Liga de Campeones de la UEFA de fútbol sala   | 1     | 2022                         |
| Copa del Rey de fútbol sala                   | 1     | 2023                         |
| Copa catalana de fútbol sala                  | 1     | 2022                         |
| Fútbol Femenino                               |       |                              |
| Primera División Femenina de España           | 5     | 2021, 2022, 2023, 2024, 2025 |
| Liga de Campeones Femenina de la UEFA         | 3     | 2021, 2023, 2024             |
| Copa de la Reina                              | 4     | 2021, 2022, 2024,2025        |
| Supercopa de España femenina                  | 4     | 2022, 2023, 2024, 2025       |
| Hockey Patines                                |       |                              |
| OK Liga                                       | 3     | 2021, 2023, 2024             |
| Copa del Rey de hockey patines                | 3     | 2022, 2023, 2024             |
| Liga Catalana                                 | 1     | 2021                         |
| Supercopa de España de hockey patines         | 2     | 2022, 2023                   |
| Copa Intercontinental de hockey sobre patines | 1     | 2023                         |

## Política

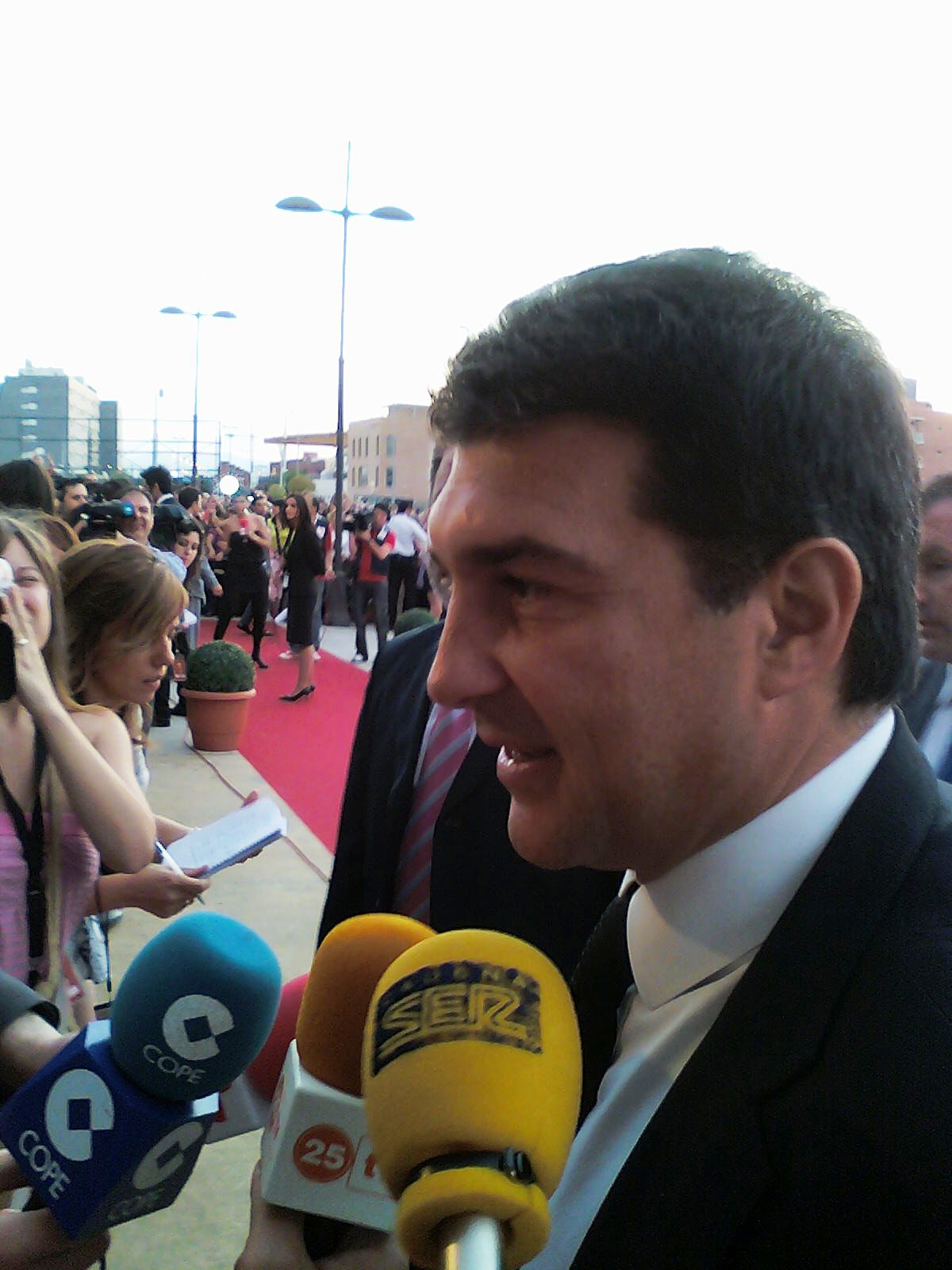
Joan Laporta en la llegada a los premios Micrófonos de Oro 2009 en Ponferrada.

Joan Laporta, se declara como independentista y sueña con una «nación catalana organizada en un Estado propio», estuvo vinculado a la política a mediados de los años 90 como miembro de Partit per la Independència (1996-1999), un partido creado por Pilar Rahola, Àngel Colom y él mismo que abogaba por la independencia de Cataluña. Debido a los malos resultados electorales, el partido acabó por disolverse. A partir de ahí, y durante un tiempo, se le vinculó a CiU y a ERC.

La independencia es esencial para Cataluña porque afecta a todas las personas que viven y trabajan en nuestra comunidad, porque no rompe ninguna relación sentimental con nadie y porque es la única vía para salir de la crisis económica, democrática y cultural en la que por desgracia estamos instalados.
Joan Laporta, en una entrevista a La Cámara en 2011

En 2005, ya como presidente del Barça, se vio envuelto en otro escándalo político: su aquel entonces cuñado Alejandro Echevarría —hijo del empresario Juan Echevarría Puig— dimitió del club tras hacerse pública su pertenencia a la Fundación Francisco Franco.
Cinco años más tarde fundó el partido político Democràcia Catalana con el objetivo de declarar la independencia de Cataluña. De cara a las elecciones al Parlamento de Cataluña de 2010, Democràcia Catalana se encuentra integrada dentro de Solidaritat Catalana per la Independència (SI), candidatura impulsada por él mismo, junto a Alfons López Tena y Uriel Bertran. En las elecciones primarias de Solidaritat Catalana, celebradas el 4 de septiembre de 2010, Laporta se presentó —liderando un equipo formado por el jurista Alfons López Tena, Uriel Bertran, la escritora valenciana Isabel Clara-Simó, Anna Arqué y Emili Valdero— y, como resultado de estas elecciones primarias, Laporta fue elegido cabeza de lista de Solidaritat Catalana per la Independència para la circunscripción de Barcelona. Finalmente obtuvo un escaño en el Parlamento de Cataluña.
El 22 de mayo resultó elegido edil de la ciudad por la coalición de Esquerra, Reagrupament y otros, al ser el número dos de la lista que obtuvo exactamente dos actas en las elecciones municipales celebradas y que ganó el convergente Xavier Trías.
Además analiza, en el ciclo Entrevistas Postelectorales de este diario digital, la situación tras las elecciones de 2011.
Dejó la política al término de su mandato como concejal, para presentarse de nuevo a las elecciones del F. C. Barcelona.